# Мястро
Мя́стро (біл. Мя́стра) — озеро у Мядельському районі Мінської області на північному заході Білорусі. Шістнадцяте за площею водного дзеркала озеро країни. Належить до групи Нарочанських озер.

## Опис
Водойма знаходиться в басейні річки Нароч (басейн Вілії→Німану), розташована на північному заході Мінської області, за 115 км на північ — північний захід від міста Мінськ. На північно-східному узбережжі озера розташоване місто Мядель, адміністративний центр Мядельського району.
Озеро за гідрологічним режимом відноситься до слабопроточних. Приплив води в озеро йде по декількох протоках та струмках, частина яких в літній час пересихає. Із озера Баторіно впадає невелика річка Дробня, невеликими протоками пов'язане із озерами Шестакове та Скрипово. Стік іде по протоці Скема в озеро Нароч, з якого через річку Нароч попадає у Вілію (Няріс), а з неї у Німан.
Площа озера становить 13,1 км². Це п'яте за площею озер Мінської області та друге у Нарочанській групі озер. Його довжина становить 5,8 км, максимальна ширина 4,5 км. Максимальна глибина — 11,3 м. Об'єм води в озері становить 70,2 млн м³. Озеро Мястро входить в курортну зону республіканського значення «Нароч». На березі водойми розташоване місто Мядель та села: Кочерги, Готовичі, Микольці, Гірини, Мінчаки.

## Улоговина та рельєф

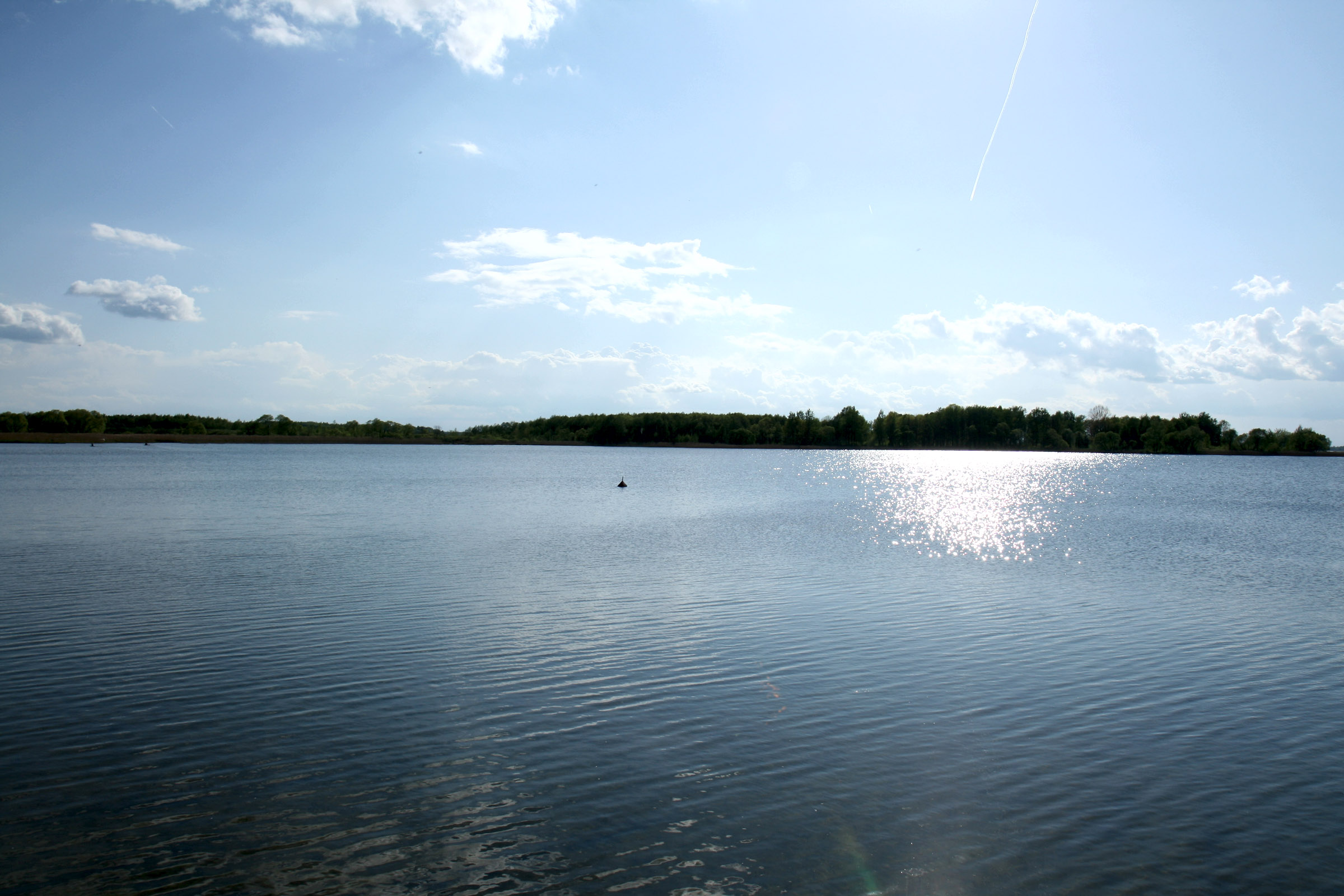
Вид на озеро з боку Мяделя

Озеро Мястро належить до великих неглибоких водойм із середньою глибиною 5,4 м. Улоговина озера загатного типу, витягнута із півночі на південь на 5,8 км, в північній частині широка, в південній — вузька. Берегова лінія (довжина 20,2 км), розчленовується на ряд заток, із яких п'ять доволі значні: Панасівка, Кочережська, Мядельська, Нежеловіцька та Північна.
Північні та північно-східні схили улоговини являють собою відроги Свенцянської височини. На цій ділянці і в південно-західній частині озера абразійні береги збігаються із схилами, висота їх сягає 10-15 м. Протягом решти берегової лінії схили пологі, невисокі (2-5 м), береги низькі, заболочені. На окремих ділянках паралельно озеру витягнуті піщані берегові вали висотою до 1 м. Рельєф дна, особливо в північному плесі, складний. Численні западини глибиною 8-11 м чергуються із піщаним та піщано-гравійним підняттям, що не перевищує 4 м. Максимальну глибину озеро має в південно-східній частині північного плеса. Донні відкладення вирізняються різноманітністю. У профундалі на глибині більше 5 м переважають кремнеземисті сапропелі. В самих глибоких місцях (понад 10 м) в південно-східній частині північного плеса вони змінюються глинистим мулом.
Площа водозбору порівняно невелика (становить 130 км²), сильно розорена, що викликає штучну евтрофікацію водойми.

## Вода
Озеро має доволі значну площу і порівняно невелику глибину, що сприяє хорошому перемішуванню та аерації водної товщі, сприяє збагаченню її киснем, в тому числі і придонних шарів, ліквідує температурне розшарування водної маси. Значна температурна та киснева стратифікація відбувається лише при тривалій штильовій погоді, при цьому вміст кисню у придонних шарах знижується до 50 %. Взимку в придонному шарі температура становить від 3,0-3,5° до 4°, що свідчить про значне зимове розігрівання води, яке обумовлене інтенсивними процесами розкладання. При цьому біля дна знижується вміст кисню, а на максимальних глибинах наприкінці зими його нестача може досягати 90 %, хоча в цілому для озера характерний сприятливий кисневий режим. Загальна мінералізація водної маси коливається від 150—200 мг/л (на поверхні) — до 200—250 мг/л (біля дна), залежно від сезону року. Активна реакція води змінюється від слаболужної до нейтральної. Зміст біогенних елементів невелика. Прозорість води коливається залежно від сезону. Якщо середня величина її становить 1,5-2 м, то влітку вона іноді знижується до 1,2-1,5 м, а взимку може збільшуватися до 3-3,5 м.

## Флоратафауна
Мястро характеризується багатим видовим складом вищої водної рослинності. Тут налічується до 48 видів водних рослин. Тут чітко виражений пояс напівзанурених рослин, представлених в основному очеретом і комишом, до яких на замулених ділянках домішується рогіз вузьколистий. Цей пояс досягає ширини 250—300 м. У затоках на мулистих ґрунтах чітко виділяється смуга рослинності із плаваючим листям. Її утворюють рдест плавучий, гірчак земноводний, купавка, латаття. Занурена рослинність простежується уздовж всієї субліторалі та па підвищених ділянках профундалі до глибини 4,0-4,2 м. Характерними представниками цих рослин є рдести — блискучий та продірявлений, уруть, роголистник, елодея. У більш глибоких місцях вони змінюються харовими водоростями та мохами.
Сприятливий газовий, хімічний та температурний режим водойми, багата кормова база позитивно позначаються на розвитку іхтіофауни. По видовому складу озеро, його відносять до лящево-судакових водойм. Тут водяться лящ, щука, вугор, ряпушка, плітка, ялець, в'язь, краснопірка, лин, пічкур, верховодка, плоскирка, сом, минь, в'юн, окунь, бабець. Озеро постійно зарибнюється судаком, сигом, сазаном, сріблястим карасем.